# Josh Morrissey
Joshua Morrissey, detto Josh (Calgary, 28 marzo 1995), è un hockeista su ghiaccio canadese.

## Palmarès

### Mondiali
- 1 medaglia:
  - 1 argento (Germania/Francia 2017)